# Rob Schneider
Robert Michael "Rob" Schneider (San Francisco, Califòrnia, 31 d'octubre de 1963), és un comediant, actor, guionista i director estatunidenc.
Schneider ha protagonitzat pel·lícules de comèdia com Estic fet un animal, Aquest cos no és el meu, Gigoló i Gigoló Europeu, The Benchwarmers i té papers en diverses pel·lícules amb Adam Sandler com Little Nicky, Mr. Deeds, I Now Pronounce You Chuck & Larry, Un pare genial, L'aiguader, 50 First Dates, Eight Crazy Nights, The Longest Yard, Demolition Man, Click, Festa de solters, You Don't Mess with the Zohan i Més enllà dels somnis. Va aparèixer també en Saturday Night Live entre 1990 i 1994, Unexpected Love i en la seva més recent pel·lícula Grown Ups. La seva última actuació va ser a The Chosen One (2010) al costat de Steve Buscemi.

## Biografia
Va néixer a San Francisco i va créixer als afores de Pacifica (Califòrnia). És fill de Pilar (una mestra de jardí d'infants) i Marvin Schneider. Té ascendència jueva, per part del seu pare i també filipina per part de la família de la seva mare, (la seva àvia era filipina casada amb un oficial de l'exèrcit dels 
Estats Units a les Filipines). Va mantenir idil·lis amb Julia Sweeney i Jill Barron.
Va estar casat amb la model London King entre 1988 i 1990, i van tenir una filla anomenada Ella, posteriorment 11 anys després es va casar amb la productora mexicana Patrícia Azarcoya Arce el 2011 amb qui té una altra filla, Miranda Schneider.

## Carrera
Schneider va començar la seva carrera com a comediant poc després d'acabar l'escola secundària. És natiu de Pacifica, Califòrnia era un convidat habitual en programes de ràdio locals. Després d'obrir un espectacle còmic de Dennis Miller en 1987, Schneider va guanyar un espai en HBO's 13th Anual Joves Humoristes Especial, que va ser afavorida per Miller. L'aparició especial de Schneider en HBO ho va portar a ser l'escriptor de la nit NBC per la seva va exercir en "Saturday Night Live".

### Saturday Night Live
Schneider es va sumar a l'elenc de Saturday Night Live el 1988, sent el primer asiàtic-americà membre de l'elenc en el xou. Schneider ràpidament es va graduar d'escriptor i va destacat com a membre de ple dret.. Va participar des de 1990 fins a 1994 en "SNL", interpretant rols com a "Petit Elvis" i "Orgasme Guy". El seu més conegut personatge recurrent va ser, al juny de 2008, "Richard Laymer" - un empleat d'oficina que es dirigia a cadascun dels seus companys de treball amb una infinitat de sobrenoms molests. Schneider apareix en el vídeo "L'alliberament de Bad Boys" de Saturday Night Live, juntament amb els seus col·legues Adam Sandler, Chris Rock, David Spade i Chris Farley.

#### Personatges recurrents enSNL
- Richard Laymer, un empleat d'oficina que irrita a les persones donant-los sobrenoms
- Carlo, des del Restaurant II Cantore
- El sensible home nu, un home nu que dona consells a altres personatges

#### Celebritats imitades
- Fred Schneider de la B-52's
- L'ex membre de SNL, Billy Crystal
- Adolf Hitler
- k.d. lang
- Jeff Gillooly
- Erik Menéndez
- Soon-Yi Previn
- Rick Dees

## Paròdia i sàtira
Schneider es caracteritza per interpretar a personatges "perdedors" o notablement maldestres i inferiors, enfront d'un ambient competitiu, com per exemple cortejar a una noia del seu interès enfront d'un univers de mascles alfa.
En les pel·lícules realitzades per Rob, el personatge principal sovint és en desavantatge enfront del mitjà, sol ser objecte d'algun tipus de transformació estranya; ja sigui sobrenatural o de ciència-ficció fins i tot un canvi de carrera extrem i poc probable. Per aquest motiu va ser parodiat en la sèrie animada South Park, en l'episodi La merda més gran de l'univers (El títol es refereix a una sàtira de John Edward, i no a Schneider). Al llarg de l'episodi, durant els vols d'avió o moments posteriors a un vol, es mostren pel·lícules de Rob Schneider com a actor principal sofrint transformacions absurdes com: una grapadora, una pastanaga, i fins i tot Kenny McCormick, un personatge de South Park; Rob com a "Kenny" mor disparat i/o empalat. About.com li pregunto a Rob sobre la paròdia en South Park, al que l'actor va respondre: "Em va encantar; va ser genial. L'única cosa que pensava, és que eren molt amables amb mi... Quan ets doblat per la millor gent del sector, és un honor."

## Filmografia
| Any  | Títol                                                          | Paper                           | Director                                              | Notes                   |
| ---- | -------------------------------------------------------------- | ------------------------------- | ----------------------------------------------------- | ----------------------- |
| 1990 | Martians Go Home                                               | Voyeur Martian                  | David Odell                                           |                         |
| 1991 | Necessary Roughness                                            | Chuck Neiderman                 | Stan Dragoti                                          |                         |
| 1992 | Home Alone 2: Lost in New York                                 | Cedric the Bellhop              | Chris Columbus                                        |                         |
| 1993 | Surf Ninjas                                                    | Iggy                            | Neal Israel                                           |                         |
| 1993 | Demolition Man                                                 | Erwin                           | Marco Brambilla                                       | No surt als crèdits     |
| 1993 | Beverly Hillbillies                                            | Woodrow Tyler                   | Penelope Spheeris                                     |                         |
| 1995 | Jutge Dredd (Judge Dredd)                                      | Fergie, Herman Ferguson         | Danny Cannon                                          |                         |
| 1996 | Down Periscope                                                 | Tinent Martin Pascal            | David S. Ward                                         |                         |
| 1996 | Les aventures de Pinotxo (The Adventures of Pinocchio)         | Volpe                           | Steven Barron                                         |                         |
| 1997 | Steve Polychronopolous                                         | The Agent                       |                                                       | Música del vídeo        |
| 1998 | A l'ull de l'huracà (Knock Off)                                | Tommy Hendricks                 | Tsui Hark                                             |                         |
| 1998 | The Waterboy                                                   | Townie                          | Frank Coraci                                          |                         |
| 1998 | El pla de la Susan (Susan's Plan)                              | Steve                           | John Landis                                           |                         |
| 1999 | Deuce Bigalow: Male Gigolo                                     | Deuce Bigalow                   | Mike Mitchell                                         |                         |
| 1999 | Un pare genial (Big Daddy)                                     | Nazo                            | Dennis Dugan                                          |                         |
| 1999 | Muppets from Space                                             | TV Producer                     | Tim Hill                                              |                         |
| 2000 | Little Nicky                                                   | The Townie                      | Steven Brill                                          |                         |
| 2001 | Estic fet un animal                                            | Marvin Mange                    | Luke Greenfield                                       |                         |
| 2002 | Mr. Deeds                                                      | Nazo                            | Steven Brill, Jared Harris                            |                         |
| 2002 | Eight Crazy Nights                                             | cambrer xinès & narrador        | Seth Kearsley                                         |                         |
| 2002 | The Hot Chick                                                  | Clive/Jessica                   | Tom Brady                                             |                         |
| 2004 | 50 primeres cites (50 First Dates)                             | Ula                             | Peter Segal                                           |                         |
| 2004 | La volta al món en 80 dies                                     | Hobo                            | Frank Coraci                                          |                         |
| 2005 | El clan dels trencalossos (The Longest Yard)                   | Punky                           | Peter Segal                                           |                         |
| 2005 | Deuce Bigalow: Gigoló europeu (Deuce Bigalow: European Gigolo) | Deuce Bigalow                   | Mike Bigelow                                          |                         |
| 2006 | Grandma's Boy                                                  | Yuri                            | Nicholaus Goossen                                     |                         |
| 2006 | The Benchwarmers                                               | Gus                             | Dennis Dugan                                          |                         |
| 2006 | Click                                                          | Prince Habeeboo                 | Frank Coraci                                          | No surt en els crèdits  |
| 2006 | Shark Bait                                                     | Nerissa                         | Howard Baker, Howard E. Baker, John Fox, Kyung Ho Lee | Només veu               |
| 2006 | Little Man                                                     | Dinosaur Rex                    | Keenen Ivory Wayans                                   | No surt als crèdits     |
| 2007 | I Now Pronounce You Chuck and Larry                            | Asian Minister                  | Dennis Dugan                                          | No surt als crèdits     |
| 2008 | You Don't Mess with the Zohan                                  | Salim                           | Dennis Dugan                                          |                         |
| 2008 | Bedtime Stories                                                | Indian horse seller/scammer     | Adam Shankman                                         | Cameo role (uncredited) |
| 2008 | Big Stan                                                       | Stan Minton                     | Rob Schneider                                         |                         |
| 2009 | Wild Cherry                                                    | Father of a girl in high school |                                                       |                         |
| 2009 | Noah's Ark: The New Beginning                                  | Zed (veu)                       | John Stronach, Bill Boyce                             |                         |
| 2009 | American Virgin                                                | Ed Curtzman                     | Clare Kilner                                          |                         |
| 2010 | Grown Ups                                                      | Rob Hilliard                    | Dennis Dugan                                          |                         |
| 2010 | The Chosen One                                                 | Paul Zadzik                     | Rob Schneider                                         |                         |
| 2011 | En Jack i la seva germana bessona (Jack and Jill)              | Alan                            | Dennis Dugan                                          | Cameo                   |
| 2012 | You May Not Kiss The Bride                                     | Ernesto                         | Rob Hedden                                            |                         |
| 2012 | Dino Time                                                      | Dodger                          | Yoon-suk Choi, John Kafka                             | Només veu               |
| 2013 | Life Outside                                                   | Ray                             |                                                       |                         |

## Premis i nominacions[calcitació]

### Nominacions
- 1990. Primetime Emmy al millor guió en programa musical o de varietats per Saturday Night Live
- 1991. Primetime Emmy al millor guió en programa musical o de varietats per Saturday Night Live
- 1992. Primetime Emmy al millor guió en programa musical o de varietats per Saturday Night Live